# Barrio de San Juan (Mérida, México)
El barrio de San Juan de Mérida, Yucatán, México, se encuentra en la calle 61 entre 58 y 69 en el centro histórico de esta ciudad colonial, denominada Ciudad Blanca.
El mote de Ciudad Blanca deriva, según investigaciones del historiador Michel Antochiw Kolpa, no por el encalado con que solían pintarse sus muros y fachadas desde la época colonial hasta entrado el siglo XX, usándose para ello la cal derivada de la cocción del carbonato de calcio proveniente de la piedra caliza abundantísima en la región, ni tampoco por la proverbial limpieza de la Ciudad, sino de un hecho que se remonta a la fundación de la Ciudad en 1542: Los Montejo padre, hijo y sobrino, conquistadores de Yucatán y fundadores de Mérida, así como sus acompañantes coetáneos y aún después, a lo largo del primer siglo que siguió a la conquista, quisieron por razones de seguridad y de fundado temor, ante la rebeldía pertinaz de los mayas que nunca pudo abatirse totalmente (según lo demuestra la rebelión de Jacinto Canek a mediados del siglo XVIII y la cruenta y prolongada Guerra de castas estallada en 1848 y no concluida sino hasta empezado el siglo XX), hacer una ciudad "Blanca", esto es, para los blancos. Esa fue su intención y su diseño original (de ahí las puertas de acceso a la ciudad más allá de las cuales estaban los "barrios de indios", que más tarde serían desbordados por el crecimiento demográfico). Más tarde pudo comprobarse que era más fuerte la necesidad de los conquistadores de tener cerca la mano de obra requerida por la siempre creciente mancha urbana que su deseo inicial de permanecer étnicamente puros, aislados y protegidos en el espacio urbano creado sobre las ruinas de la vieja ciudad maya de Ichcaanzihó (T'Hó).

## El barrio
Junto con la Ermita de Santa Isabel, el Barrio de Santiago, Barrio de Santa Ana, el Barrio de San Sebastián, el Barrio de San Cristóbal y el de Mejorada, marcaba los límites de la Mérida colonial.
A un costado de la iglesia aún se puede observar el arco que indicaba el fin de la ciudad de los blancos y el principio de los barrios de indios.

## Iglesia de San Juan

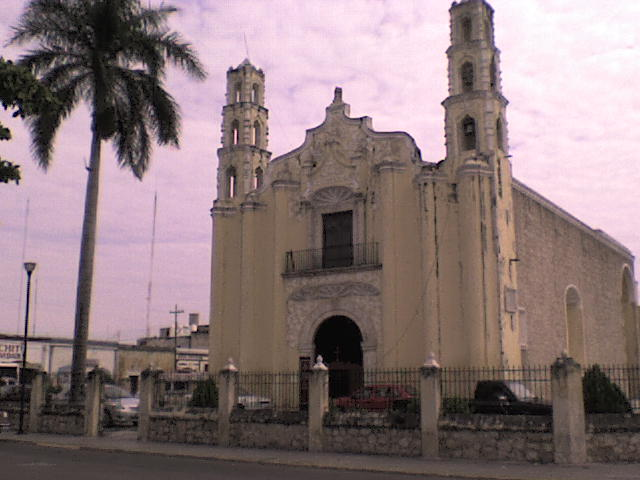
Iglesia de San Juan.

La iglesia de San Juan fue construida entre 1769 y 1770 sobre una capilla del siglo XVII, como acto de invocación a la protección de San Juan Bautista por parte de la población, ante los tres azotes de langostas que arrasaron los cultivos en 1552, 1616 y 1666. Detrás del templo existió un mesón público para los viajeros. Destaca dentro del conjunto el corredor de influencia mudéjar que antecede a la sacristía. Es quizá la última evidencia de la capilla original. La iglesia daba nombre al barrio de la época colonial y actualmente al parque frente al templo, el cual fue una plaza polvorienta con un pozo para el abastecimiento de agua en dicha época, y que comenzó a conformarse como plaza a partir de 1883. 

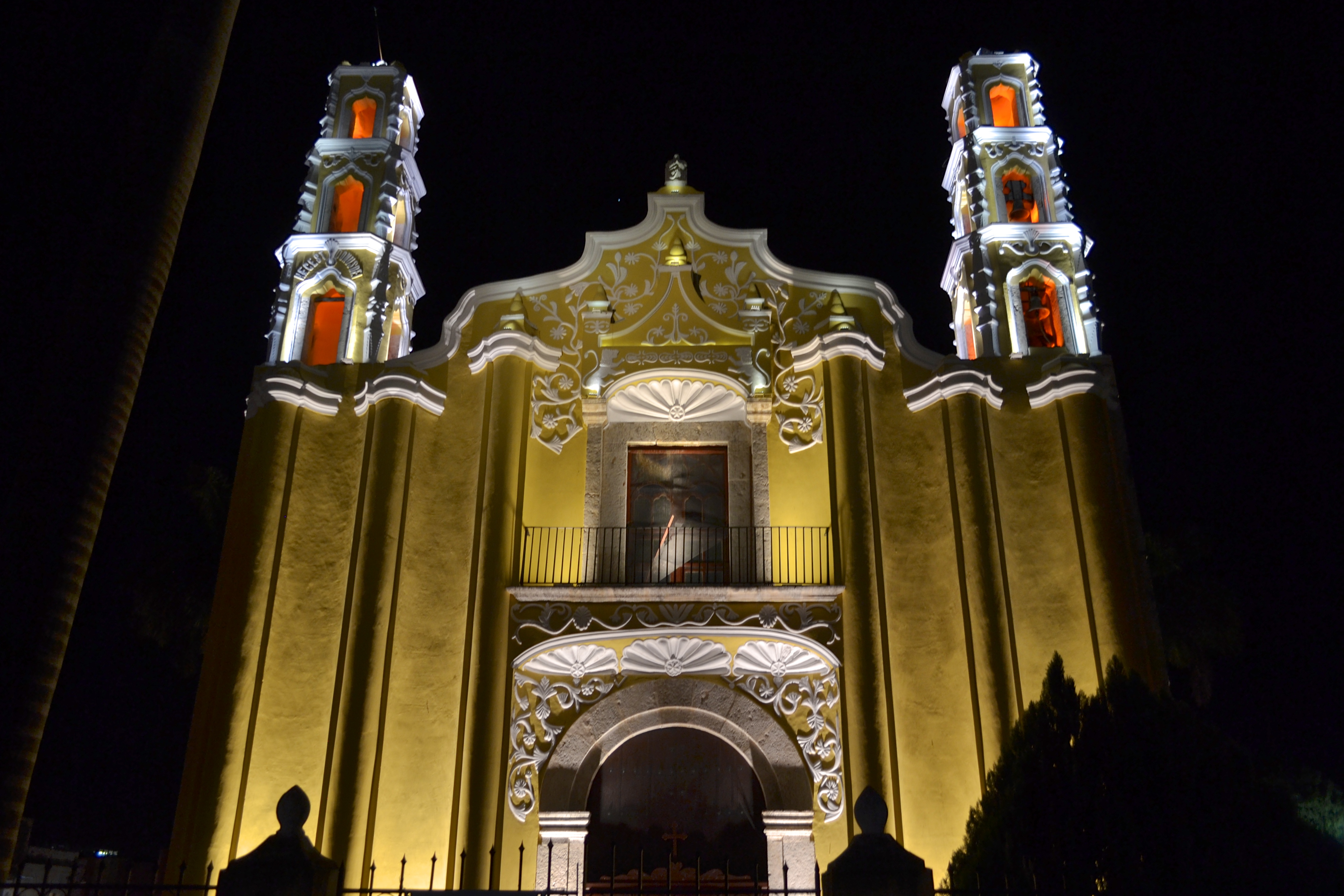
Vista nocturna frontal de la Iglesia de San Juan, Mérida, Yucatán.

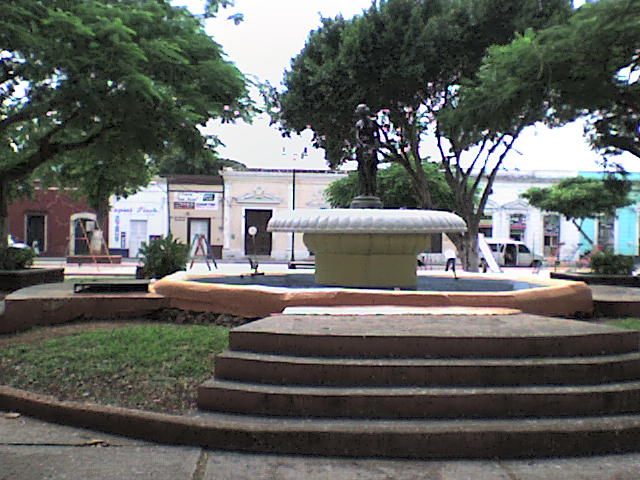
Fuente de "La negrita".

Destaca la fuente de “La negrita”, traída desde París a principios del siglo XX. 
Fue en la sacristía de esta iglesia, en este mismo barrio, donde se reunían los independentistas yucatecos denominados históricamente los Sanjuanistas que tuvieron un papel importante en la emancipacíón de la Capitanía General de Yucatán de la metrópoli española.
En el costado sur del templo de San Juan Bautista se levantaba una plaza de toros, costumbre que se terminó a partir de 1910, al colocarse la estatua de Benito Juárez, la cual podemos ver hasta nuestros días en el mismo lugar donde fue colocada originalmente.

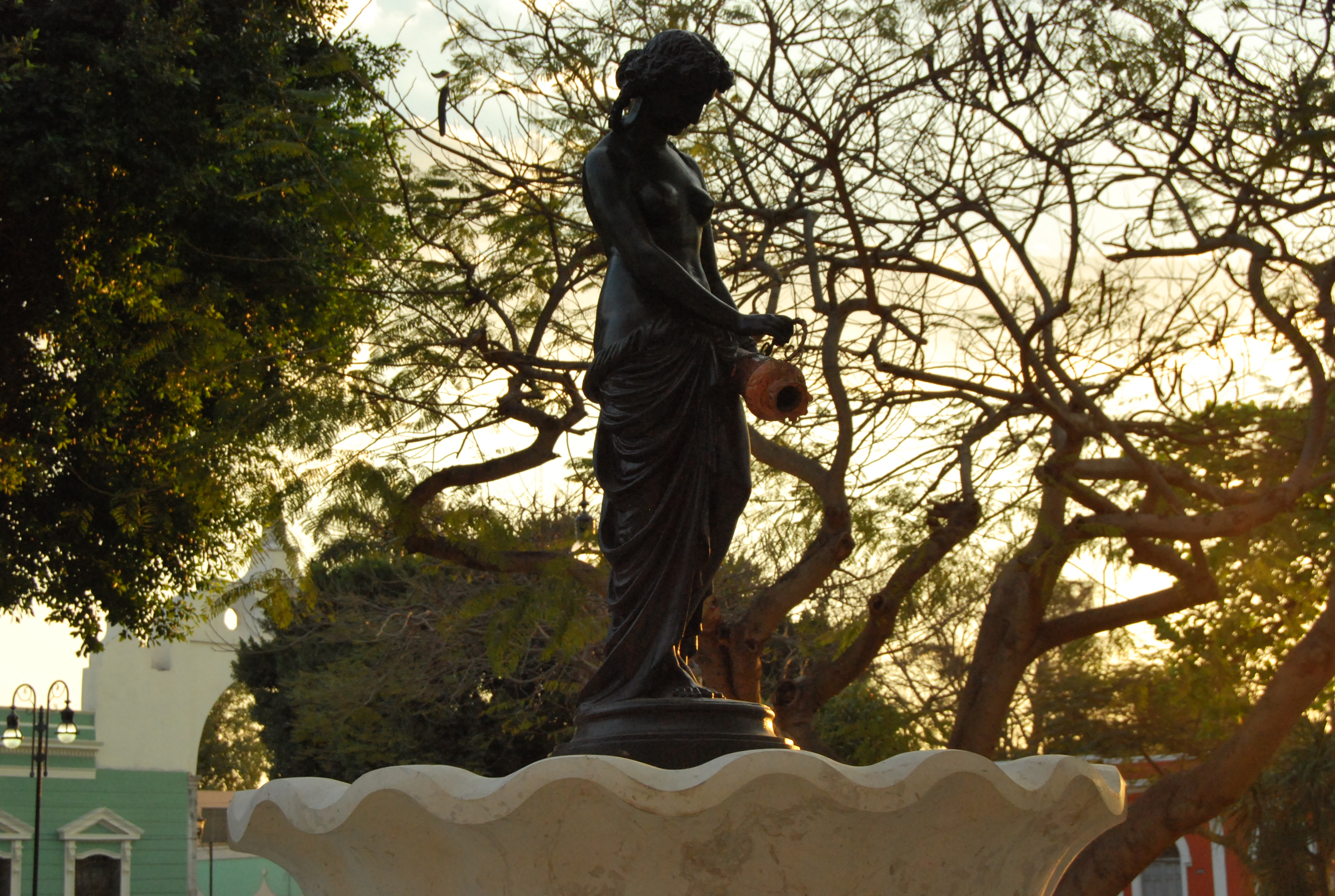
Estatua de "La negrita".

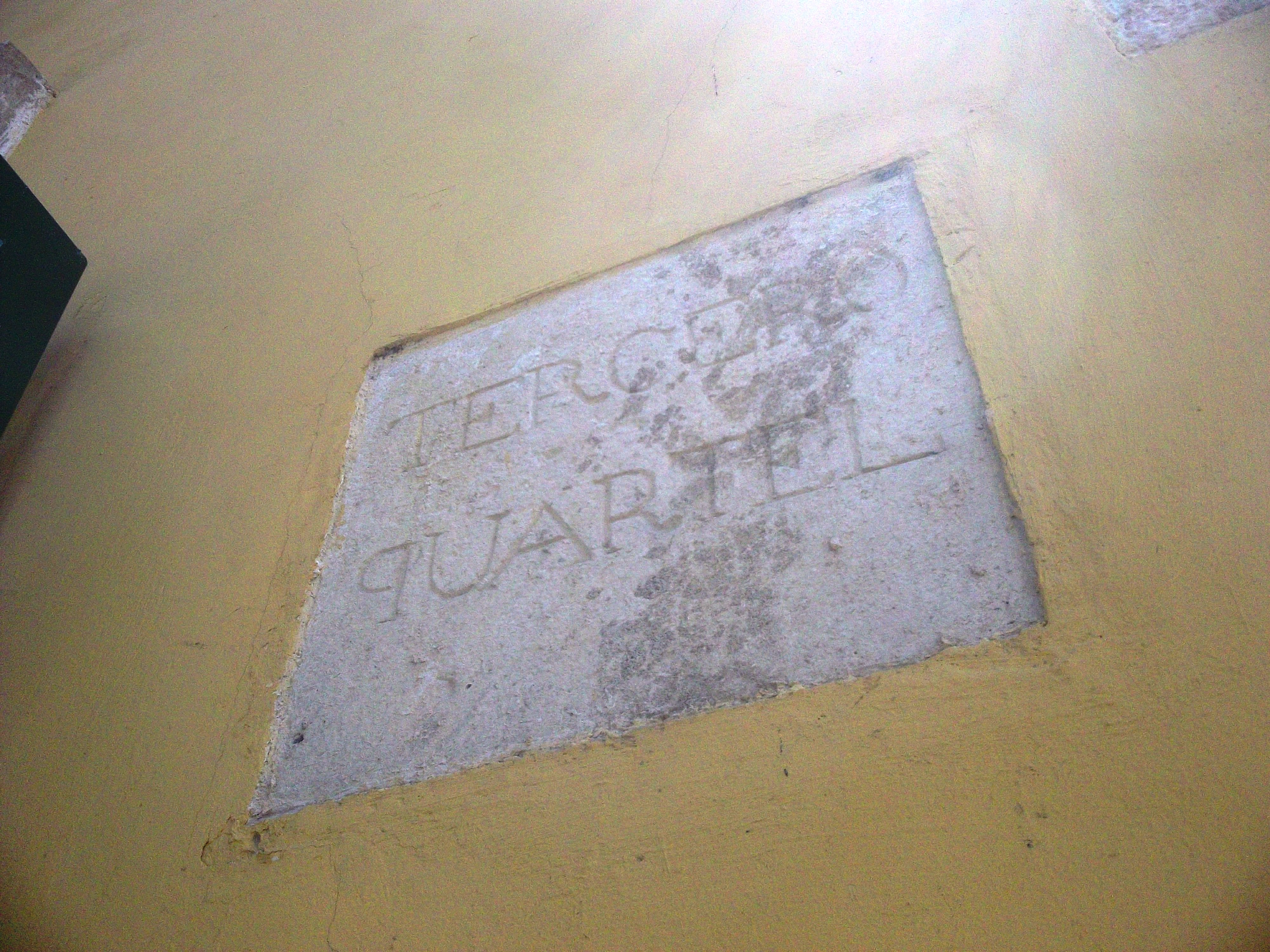
El Barrio de San Juan se encuentra en el antiguo tercer cuartel (zona SW) de Mérida.